# 拉納卡峰
拉納卡峰是印度尼西亞的火山，位於弗洛勒斯島中南部，由東努沙登加拉省負責管轄，海拔高度2,100米，最近一次火山噴發在1991年發生。
8°38′00″S 120°31′00″E / 8.6333333°S 120.5166667°E

## 外部連結
- Global Volcanism Program （页面存档备份，存于）